# Marco Lusini
Marco Lusini (Siena, 8 de septiembre de 1936 - Florencia, 3 de octubre de 1989) era un artista italiano que trabajó en la pintura, la escultura, la fotografía y la poesía. Nacido en Siena, asistió a la escuela de arte antes de trasladarse a Florencia en 1960. Aquí, se involucró en el "Bazzechi" estudio fotográfico antes de convertirse en bien conocido como pintor, y alcanzar la fama en toda el área de Florencia.
El crítico de arte Elvio Natali señaló que «un tema inagotable», que se repitió a lo largo de la obra de Lusini, fue «La imagen humana, ya se trate de la imagen de una mujer o de la imagen de un hombre, a menudo asexual, como símbolo de un común, no diferenciado destino». Él mismo, sin embargo, señaló que el trabajo de Lusini pasó por varios ciclos, entre ellos «amantes», «figuras misteriosas», «Homenaje a  Brecht», «mujer objeto», y «paisajes oníricos».